# Sofia (Madagáscar)

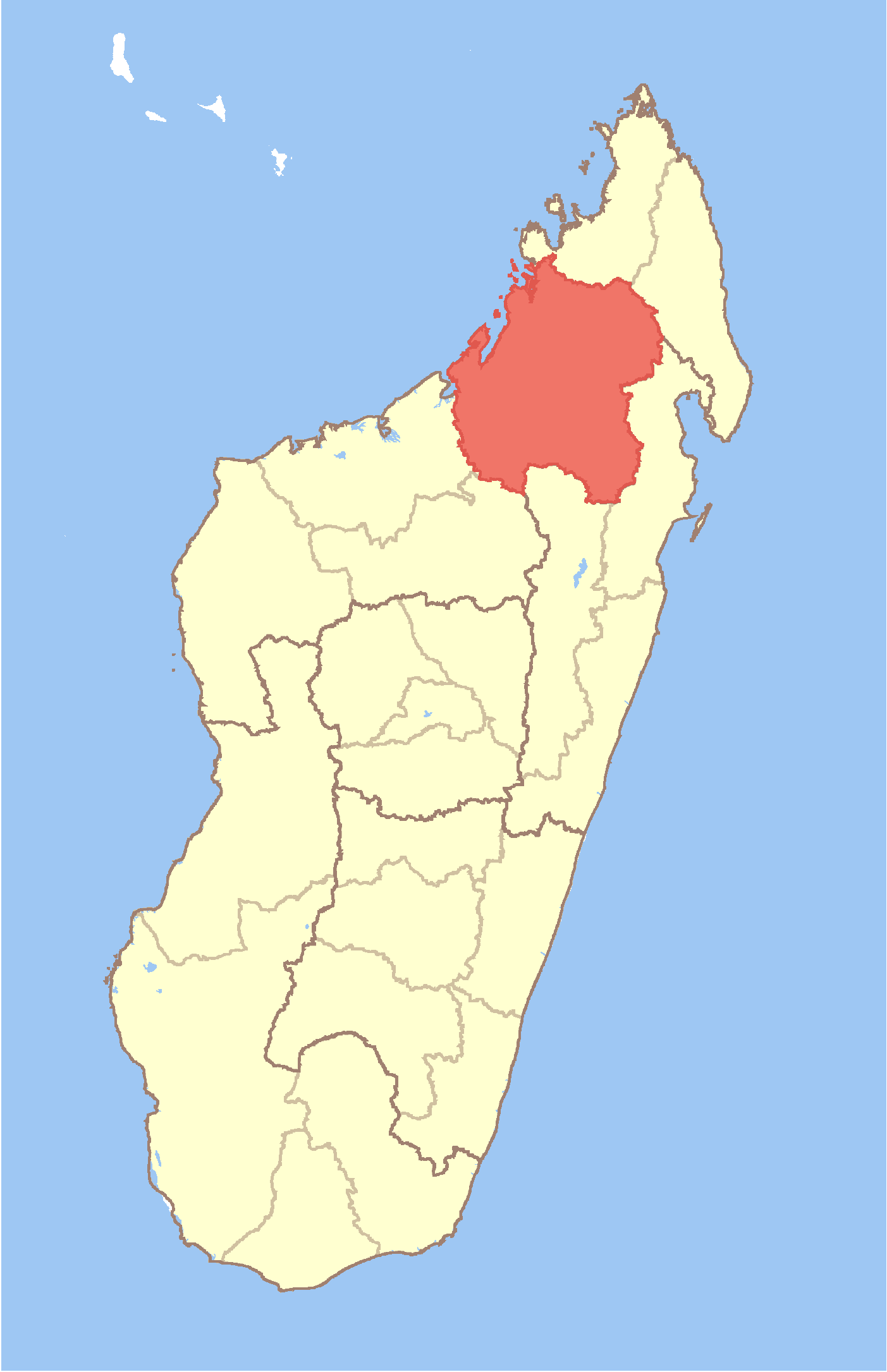
Localisação da região Sofia a Madagascar.

Sofia é uma região de Madagáscar localizada na província de Mahajanga. Sua capital é a cidade de Antsohihy.